# Olivier Gay
Pour les articles homonymes, voir Gay.
Œuvres principales
- Série Fitz
- Série Les gardiens de la comète
- Série Les Épées de glace
- Série Le noir est ma couleur

Olivier Gay, né en 1979 à Grenoble (France), est un écrivain français de roman policier, de fantasy et fantastique, pour les adultes et pour la jeunesse, ainsi qu'un scénariste de bande dessinée.
Il écrit également des billets d'humeur dans le magazine féminin Cosmo et a collaboré à plus de cent romans pour la Bibliothèque rose et la Bibliothèque verte. 
Depuis 2018, il est l'adaptateur officiel des films et séries animées d'Astérix. Il adapte ainsi le film Astérix et le secret de la potion magique d'Alexandre Astier et Louis Clichy, puis le film Astérix et Obélix : L'Empire du Milieu de Guillaume Canet.

## Biographie
Olivier Gay naît en 1979 à Grenoble. D’abord manager en cabinet de conseil, le succès de Les talons hauts rapprochent les filles du ciel lui permet ensuite de vivre de ses écrits.
Son premier roman, Les talons hauts rapprochent les filles du ciel, remporte en 2012 le prix du premier roman policier du Festival du film policier de Beaune. Dans ce roman apparaît le personnage maladroit de Fitz, un coureur de jupons professionnel dans la trentaine, également fêtard impénitent et dealer spécialisé dans la cocaïne, qui revient dans Les mannequins ne sont pas des filles modèles (2013) et Mais je fais quoi du corps ? (2014).
Son premier roman de fantasy, Le Boucher, est repris en intégrale par les éditions Bragelonne.
Le noir est ma couleur, tome 1 : Le pari remporte le prix Sélection Histoires de romans 2014 ainsi que plusieurs prix de collégiens et lycéens comme le prix Chimères (11-14 ans),, le prix des Lecteurs en Seine (13-20 ans), ou le prix des Ados Hautes-Pyrénées.
Il écrit ensuite de nombreux livres chez Rageot, Albin Michel ou Gallimard Jeunesse. 
En 2019, il est recruté par Christophe Arleston pour devenir scénariste de bande dessinée au sein du label Drakoo où il signe de nombreuses séries.
En 2020, il reprend la célèbre série Frigiel & Fluffy du vidéaste web éponyme Frigiel pour lequel il a écrit plusieurs romans.

## Œuvres

### SérieFitz
1. Les talons hauts rapprochent les filles du ciel, Le Masque, coll. « Le Masque » no 2539, 2012
2. Les mannequins ne sont pas des filles modèles, Le Masque, 2013
  1. Réédité aux éditions Le Masque, coll. « Masque poche » no 50, en 2014
3. Mais je fais quoi du corps ?, Le Masque, 2014
  1. Réédité aux éditions Le Masque, coll. « Masque poche » no 59, en 2015
4. Trois fourmis en file indienne, Le Masque, 2015
  1. Réédité aux éditions Le Masque, coll. « Masque poche » no 73, 2016

### SérieLes Épées de glace
Première version aux éditions Midgard
1. Le Boucher, Midgard, 2012
2. La Servante, Midgard, 2014

Réédition par les éditions Bragelonne
1. Le sang sur la lame, Milady, 2017
2. Le Châtiment de l'Empire, Milady, 2017
3. Les Épées de glace - Intégrale, Bragelonne, 2015

### SérieLa Main de l'Empereur
1. La Main de l'Empereur, tome 1, Bragelonne, 2016
  - Réédition en poche, Milady, 2018
2. La Main de l'Empereur, tome 2, Bragelonne, 2017
  - Réédition en poche, Milady, 2018

### SérieLa Magie de Paris
1. Le Cœur et le Sabre, Castelmore, 2017
2. Le Calme et la Tempête, Castelmore, 2018
3. Ici et ailleurs, Castelmore, 2018

Ces trois romans ont fait l'objet d'une réédition sous forme d'intégrale chez France Loisirs.

### SérieLe noir est ma couleur
Ces cinq romans ont fait l'objet d'une nouvelle édition avec une nouvelle couverture en 2018.
1. Le Pari, Rageot, 2014
  1. Réédité au Livre de poche (Hachette jeunesse), 2020
2. La Menace, Rageot, 2014
  1. Réédité au Livre de poche (Hachette jeunesse), 2020
3. La Riposte, Rageot, 2015
  1. Réédité au Livre de poche (Hachette jeunesse), 2020
4. L'Évasion, Rageot, 2015
5. Le Piège, Rageot, 2016

### SérieLes Gardiens de la comète
1. Une fille venue des étoiles, Rageot, 2018
2. L'Attaque des pilleurs, Rageot, 2018
3. Tous contre l'imposteur, Rageot, 2018

### Série30 minutes pour survivre
- L'Attaque du robot géant, Albin Michel, 2018
- Dans l'enfer de Fortnite, Albin Michel, 2019
- La Forteresse du fou, Albin Michel, 2019
- Fortnite: L'Ultime Bataille, Albin Michel, 2020

### SérieFrigiel & Fluffy
- Frigiel & Fluffy Earth: Alice a disparu, Slalom, 2020
- Cycle des Saintes Îles, tome 1: Les Élus des Dieux, Slalom, 2020
- Cycle des Saintes Îles, tome 2: L'orbe de Domination, Slalom, 2021
- Cycle des Saintes Îles, tome 3: Le Roi Squelette, Slalom, 2021
- Frigiel et Fluffy: L'aventure dont tu es le héros, Slalom, 2022
- Cycle du Warden tome 1: Le tournoi des trois nations, Slalom, 2022
- Cycle du Warden tome 2: Les Anciennes Cités, Slalom, 2023
- Cycle du Warden tome 3: Le Dernier Sacrifice, Slalom, 2023
- Frigiel & Fluffy - L'aventure dont tu es le héros tome 2, Slalom, 2024

### Romans indépendants
- Faux frère, vrai secret, Castelmore, 2016
- Protège-la, Gallimard, 2020
- Furious Jumper: la Map du Destin, Slalom, 2023
- En route vers le podium - Victor Wembanyama, Michel Lafon, 2024
- Témoins à abattre, Rageot, 2020
  - Prix des enfants de la Ville de Châteauroux (2023)[réf. nécessaire]

### Bandes dessinées
Dessins de Romain Gaschet (GeyseR)
- Démonistes, tome 1: Vlad, Drakoo, 2021
- Démonistes, tome 2: Tillie, Drakoo, 2022
- Le destin d'Amrak, Drakoo, 2025

Dessins de Tina Valentino
- Nécromants, tome 1: Le réveil de l'Archimage, Drakoo, 2021
- Nécromants, tome 2: Le plan de Montserrat, Drakoo, 2024

Dessins de Jonathan Aucomte
- Les Gardiennes d'Aether: Un héros improbable, Drakoo, 2021
- Toutes pour un, Drakoo, 2023
- Métamorphes - Beast Friends, Drakoo, 2024
- Métamorphes - Louve Story, Drakoo, 2025

Dessins de Fabrice Tarin
- Astérix - Hors collection - Le secret de la potion magique, Albert René, 2018
- Astérix - Hors collection - L'Empire du Milieu, Albert René, 2023

Dessins de Olivier Boiscommun
- Les Maléfices du Danthrakon: La Diva des Pics (avec Christophe Arleston), Drakoo, 2022
- Succès Damné (avec Christophe Arleston), Drakoo, 2023
- Les Apprentis - Du miel et des cailloux, Drakoo, 2024

Dessins de Brice Bingono
- Les Mages de Bonaparte, Drakoo, 2024

Dessins de Raphaël Pirard (Kan-J)
- Kael - Le Sans-Totem, Drakoo, 2025

### Nouvelles
- Souvenir des Carpates, in Vampire, Glyphe, 2008
- Amrak, in Malpertuis III, Malpertuis, 2012

## Adaptations et novélisations
- Iron man 1 : Le Roman du film, Hachette Jeunesse
- Iron man 2 : Le Roman du film, Hachette jeunesse
- Superman, Man of Steel : Le Roman du film, Hachette jeunesse
- Captain America 2 : Le Roman du film, Hachette jeunesse
- Turbo : Le Roman du film, Hachette jeunesse
- Rio 2 : L'Album du film, Hachette jeunesse
- Le monde des Emoji, le roman du film, Hachette jeunesse
- Le Monde des Emoji: l'album du film, Hachette jeunesse
- Baby Boss, l'album du film, Hachette jeunesse
- Baby Boss, le roman du film, Hachette jeunesse
- Baby Boss: un étrange petit frère, Hachette jeunesse
- Gardiens de la Galaxie : Le Roman du film, Hachette jeunesse
- Tomorrowland : Le Roman du film, Hachette jeunesse
- L'Âge de glace 5 : L'Album du film, Hachette jeunesse
- L'Age de glace: Astéroïde en vue, Hachette jeunesse
- Foot2Rue Xtreme : Double Jeu, Hachette jeunesse
- Star Wars Rebels 4 : Au service de l'Empire, Hachette jeunesse
- Star Wars Rebels 6 : Des rebelles dans les rangs, Hachette jeunesse
- Le Tableau maudit du docteur Lenoir, Hachette jeunesse, coll. « Bibliothèque verte », 2015
- Le Secret du papyrus, Hachette jeunesse, coll. « Bibliothèque verte », 2015
- Skylanders 4 : Terrafin et les Frères Boum, Hachette jeunesse
- Skylanders 5 : Cynder et le Sorcier du temps, Hachette jeunesse
- Skylanders 6 : Stump Smash et le Dragon-squelette, Hachette jeunesse
- Skylanders 7 : Eruptor et le Roi-cauchemar, Hachette jeunesse
- Skylanders 8 : Trigger Happy et le Redoutable Kaos, Hachette jeunesse
- Skylanders 9 : Les Super-chargeurs, Hachette jeunesse
- Skylanders 10 : La Mine des Molekins, Hachette jeunesse
- Skylanders 11 : La forteresse de Kaos, Hachette jeunesse
- Skylanders 12 : Pop-fizz et le super Tank, Hachette jeunesse
- Skylanders 13: Camo et l'envol des dragons, Hachette jeunesse
- Alvin et les Chipmunks : Le Roman du film, Hachette jeunesse
- Alvin et les Chipmunks : une grande famille, Hachette jeunesse
- Alvin et les Chipmunks : Les Rois des bêtises, Hachette jeunesse
- Alvin et les Chipmunks : Le Papa poule, Hachette jeunesse
- Alvin et les Chipmunks : Le Souffre-douleur, Hachette jeunesse
- Alvin et les Chipmunks : Les sœurs ennemies, Hachette jeunesse
- Alvin et les Chipmunks : Mission secrète, Hachette jeunesse
- Alvin et les Chipmunks : Dave pète les plombs, Hachette jeunesse
- Alvin et les Chipmunks : A l'ancienne, Hachette jeunesse
- Snoopy : un véritable ami, Hachette jeunesse
- Snoopy : Le Roman du film, Hachette jeunesse
- Snoopy : L'Album du film, Hachette jeunesse
- Snoopy : Charlie Brown est un gagnant, Hachette jeunesse
- Snoopy : Le Centre du monde, Hachette jeunesse
- Snoopy : La Recette du bonheur, Hachette jeunesse
- Snoopy : Pauvre Charlie Brown, Hachette jeunesse
- Snoopy : Base-Ball Attitude, Hachette jeunesse
- L'âge de glace 5, Hachette jeunesse
- Trolls: l'album du film, Hachette jeunesse
- Trolls: le roman du film, Hachette jeunesse
- Trolls 1: Super Casting, Hachette jeunesse
- Trolls 2: Un nouveau style, Hachette jeunesse
- Trolls 3: La fête de l'amitié, Hachette jeunesse
- Trolls 4: Le grand quiproquo, Hachette jeunesse
- Trolls 5: Un incroyable défilé, Hachette jeunesse
- Trolls 6: Un choix difficile, Hachette jeunesse
- Trolls 7: La surprise des Bergens, Hachette jeunesse
- Trolls 8: Une grande première, Hachette jeunesse
- Trolls 9: La super danse de Biggie, Hachette jeunesse
- Trolls 10: la fête des arcs-en-ciel, Hachette jeunesse
- Trolls: c'est toi le héros !, Hachette jeunesse
- Trolls: joyeux anniversaire, Hachette jeunesse
- Trolls: vive l'amitié, Hachette jeunesse
- Trolls: le meilleur ami de Branche, Hachette jeunesse
- Trolls: un nouveau départ, Hachette jeunesse
- Slugterra: le monde souterrain, Hachette jeunesse
- Slugterra: Le Gang des Hoolas, Hachette jeunesse
- Slugterra: Le Grand Tournoi, Hachette jeunesse
- Roi Julian 1: Sacré Julian !, Hachette jeunesse
- Roi Julian 2: Quête et conquête, Hachette jeunesse
- Roi Julian 3: Une révolution royale, Hachette jeunesse
- Roi Julian 4: Oncle Roi est de retour !, Hachette jeunesse
- Sahara: l'album du film, Hachette jeunesse
- Sahara: le voyage d'Ajar, Hachette jeunesse
- Blaze et les Monster Machines: l'île des animaux, Hachette jeunesse
- Blaze et les Monster Machines: la grande course, Hachette jeunesse
- Blaze et les Monster Machines: la course folle à ski, Hachette jeunesse
- Blaze et les Monster Machines: le voleur d'outils, Hachette jeunesse
- Blaze et les Monster Machines: sauvetage à Moteur City, Hachette jeunesse
- Blaze et les Monster Machines: la course vers le toit du monde, Hachette jeunesse
- Blaze et les Monster Machines: Les Monster Rangers, Hachette jeunesse
- Blaze et les Monster Machines: le grand prix de Moteur City, Hachette jeunesse
- Blaze et les Monster Machines: C'est Noël à Moteur City, Hachette jeunesse
- Cluedo tome 8: Le tableau maudit du docteur Lenoir, Hachette jeunesse
- Cluedo tome 9: Le Secret du Papyrus, Hachette jeunesse
- Le monde secret des Emoji: le roman du film, Hachette jeunesse
- Yo-Kai Watch: Le roman du film, Hachette jeunesse
- Yo-Kai Watch: L'album du film, Hachette jeunesse
- Yo-Kai Watch: Album broché, Hachette jeunesse
- Aladdin: Le roman du film, Hachette jeunesse
- Toy Story 4: Le roman du film, Hachette jeunesse
- Wonder Park: l'album du film, Hachette jeunesse
- Astérix: le secret de la potion magique, Hachette jeunesse
- Astérix: le secret de la potion magique, l'album, Hachette jeunesse
- Nils Holgersson: Le fabuleux voyage, Hachette jeunesse
- Nils Holgersson: A l'attaque !, Hachette jeunesse
- Nils Holgersson: L'elfe noir, Hachette jeunesse
- Arthur et les Minimoys 1: l'union fait la force, Hachette jeunesse
- Arthur et les Minimoys 2: un terrible sortilège, Hachette jeunesse
- Arthur et les Minimoys 3: Le piège de Malthazard, Hachette jeunesse
- Baby Boss 1: Le pire bébé du monde, Hachette jeunesse
- Baby Boss 2: Un chat de trop, Hachette jeunesse
- Baby Boss 3: le concours de bébés, Hachette jeunesse
- Baby Boss 4: A bas la baby-sitter, Hachette jeunesse
- Baby Boss 5: Une équipe au top, Hachette jeunesse
- Gormiti 1: La Tour des Elements, Hachette jeunesse
- Gormiti 2: Le monstre au visage d'ombre, Hachette jeunesse
- Gormiti 3: La tour du renouveau, Hachette jeunesse
- Gormiti 4: Les épreuves, Hachette jeunesse
- Bienvenue chez les Loud 1: Des sœurs d'enfer, Hachette jeunesse
- Bienvenue chez les Loud 2: Message reçu, Hachette jeunesse
- Bienvenue chez les Loud 3: Le grand frère, Hachette jeunesse
- Bienvenue chez les Loud 4: Objectif vacances, Hachette jeunesse
- Bienvenue chez les Loud 5: En voiture, Leni, Hachette jeunesse
- Bienvenue chez les Loud 6: Super Lincoln, Hachette jeunesse
- Bienvenue chez les Loud 7: L'exposé, Hachette jeunesse
- Bienvenue chez les Loud 8: La soirée pyjama, Hachette jeunesse
- Bienvenue chez les Loud 9: Détective Lincoln, Hachette jeunesse
- Bienvenue chez les Loud 10: La cafteuse, Hachette jeunesse
- Bienvenue chez les Loud 11: Des duos explosifs, Hachette jeunesse
- Bienvenue chez les Loud 12: Photos de famille, Hachette jeunesse
- Bienvenue chez les Loud 13: Ras le bol, Hachette jeunesse
- Bienvenue chez les Loud 14: Un week-end presque parfait, Hachette jeunesse
- Bienvenue chez les Loud 15: Sauvetage de grenouilles, Hachette jeunesse
- Bienvenue chez les Loud 16: La méthode Lincoln, Hachette jeunesse
- Bienvenue chez les Loud 17: Le coup de foudre, Hachette jeunesse
- Bienvenue chez les Loud 18: Espions en herbe, Hachette jeunesse
- Bienvenue chez les Loud 19: Mesures de sécurité, Hachette jeunesse
- Bienvenue chez les Loud 20: L'école à la maison, Hachette jeunesse
- Bienvenue chez les Loud 21: Opération séduction, Hachette jeunesse
- Bienvenue chez les Loud 22: Comme des grands !, Hachette jeunesse
- Bienvenue chez les Loud 23: La roue tourne, Hachette jeunesse
- Bienvenue chez les Loud 24: La course au cadeau, Hachette jeunesse
- Bienvenue chez les Loud 25: Le camp de l'espace, Hachette jeunesse
- Bienvenue chez les Loud 26: Une nuit terrifiante, Hachette jeunesse
- Bienvenue chez les Loud 27: le naufrage, Hachette jeunesse
- Bienvenue chez les Loud 28: Une maman parfaite, Hachette jeunesse
- Bienvenue chez les Loud 29: Panique à l'école, Hachette jeunesse
- Bienvenue chez les Loud 30: Mystère en cuisine, Hachette jeunesse
- Bienvenue chez les Loud 31: Courage, Clyde !, Hachette jeunesse
- Bienvenue chez les Loud 32: Jamais sans Lori, Hachette jeunesse
- Bienvenue chez les Loud 33: Leni aux commandes, Hachette jeunesse
- Bienvenue chez les Loud 34: Agents super secrets, Hachette jeunesse
- Bienvenue chez les Loud 35: Le pouvoir de la magie, Hachette jeunesse
- Bienvenue chez les Loud 36: La science rend aveugle, Hachette jeunesse
- Jurassic World 1: Bienvenue à la colo du crétacé !, Hachette jeunesse
- Jurassic World 2: Une dangereuse expédition, Hachette jeunesse
- Jurassic World 3: Sur la piste des dinosaures, Hachette jeunesse
- Jurassic World 4: Seuls sur l'île, Hachette jeunesse
- Jurassic World 5: Dernière chance, Hachette jeunesse
- Jurassic World 6: Une lueur d'espoir, Hachette jeunesse
- Jurassic World 7: Les retrouvailles, Hachette jeunesse
- Jurassic World 8: Sauve qui peut !, Hachette jeunesse
- Jurassic World 9: Vue du ciel, Hachette jeunesse
- Jurassic World 10: En lieu sûr, Hachette jeunesse

## Prix et distinctions
- Prix du premier roman policier du Festival du film policier de Beaune 2012 pour Les talons hauts rapprochent les filles du ciel[4]
- Prix Sélection Histoires de romans 2014[5] pour Le noir est ma couleur, tome 1 : Le pari
- Prix Chimère des Collégiens 2015[7] pour Le noir est ma couleur, tome 1 : Le pari
- Prix des Lecteurs en Seine 2016[9] pour Le noir est ma couleur, tome 1 : Le pari